# Trissolcus elasmuchae
Trissolcus elasmuchae is een vliesvleugelig insect uit de familie van de Scelionidae. De wetenschappelijke naam van de soort is voor het eerst geldig gepubliceerd in 1954 door Watanabe.